# Hans Spekman

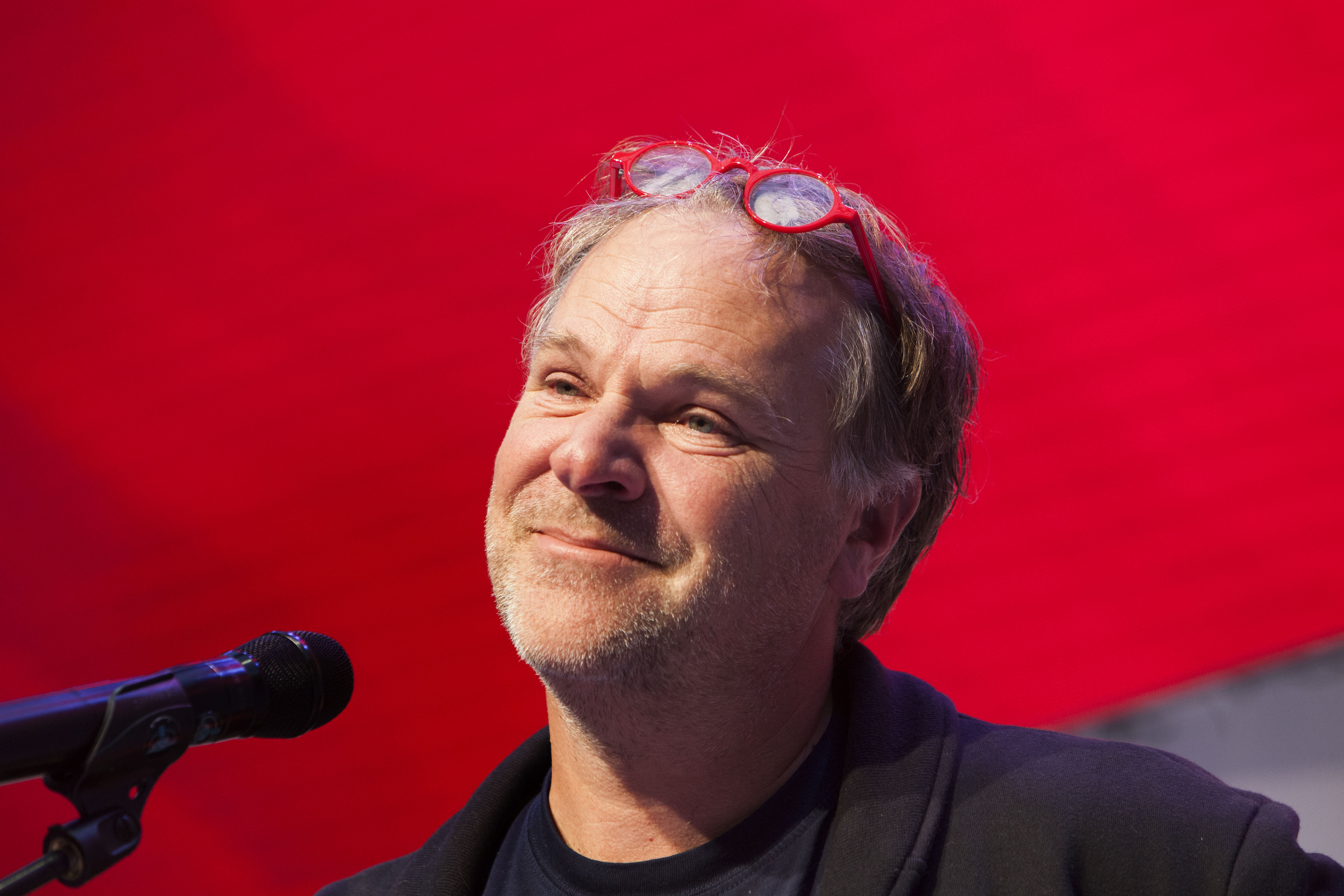
Hans Spekman (2017)

Johannes Leonardus (Hans) Spekman (* 6. April 1966 in Zevenhuizen, Zuidplas) ist ein niederländischer Politiker der Partij van de Arbeid (PvdA).

## Leben
Spekman studierte an der Universität von Amsterdam Politikwissenschaften. Von 1994 bis 2001 war er Mitglied des Stadtrats von Utrecht. Von November 2006 bis Januar 2012 war er Abgeordneter in der Zweiten Kammer der Generalstaaten. Am 21. Dezember 2011 wurde Spekman als Nachfolger von Lilianne Ploumen zum Vorsitzenden der PvdA gewählt. Er trat das Amt am 22. Januar 2012 an und legte gleichzeitig sein Parlamentsmandat nieder. Im Oktober 2017 wurde er als Parteichef von Nelleke Vedelaar abgelöst.